# Sjöbergens naturreservat
Sjöbergen är ett naturreservat i Jönköpings kommun i Småland.
Reservatet är skyddat sedan 2011 och är 91 hektar stort. Det är beläget mellan Vättern och E4:an, 2,5 km väster om Ölmstad kyrka. Det är en 7 km lång brant som stupar ner mot Vätterns vatten med drygt 100 meters skillnad mellan högsta och lägsta punkten.. Området är en del i Östra Vätterbranterna.

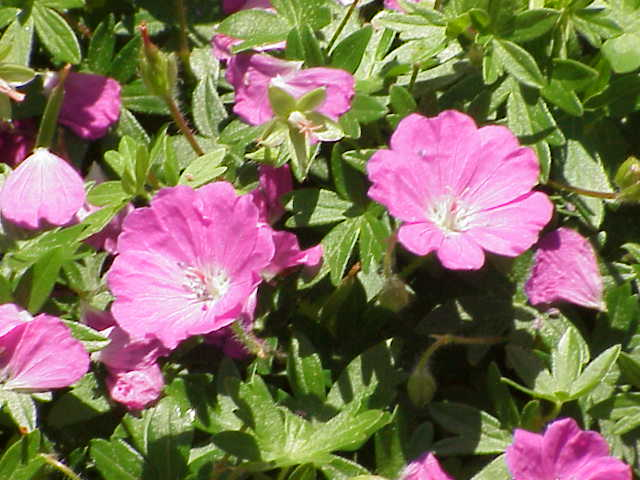
Blodnäva

Större delen av naturreservatet utgörs av otillgängliga brantområden där naturskogen består av gamla och knotiga träd av tall, gran och en del lövträd. På marken kan man finna blodnäva, brudbröd, lungört, kruståtel, ljung, lingon och blåsippa. I reservatet finns också ett flertal sällsynta moss- och lavarter som vedtrappmossa och gammelekslav. I branterna förekommerett ett rikt fågelliv.
Retreatgården Wättershus ligger i direkt anslutning till naturreservatets norra del.